# Numérotation des wagons et voitures à la SNCF (1938 - 1971)
 (janvier 2010).
Si vous disposez d'ouvrages ou d'articles de référence ou si vous connaissez des sites web de qualité traitant du thème abordé ici, merci de compléter l'article en donnant les références utiles à sa vérifiabilité et en les liant à la section « Notes et références ».
La numérotation française des wagons et voitures de chemin de fer utilisée jusqu'en 1971 était issue du marquage 1924, adopté en 1919 et utilisé avec diverses retouches et compléments jusqu'en 1969. Il remplaçait les différents marquages alors utilisés par chaque réseau, dans un but d'unification au niveau national.
Le marquage actuel adopté, uniquement numérique, est dit « marquage UIC » conçu dans un but d'unification internationale.

## À laSNCFen1938
Il est composé de lettres et de chiffres combinés entre eux :
- les lettres majuscules indiquent la série ou le type du véhicule ;
- les lettres minuscules sont des indices précisant des caractéristiques particulières du véhicule. Certains doivent être obligatoirement être apposés sur les véhicules concernés ;
- le groupe série + indices est complété par le numéro d'ordre du véhicule dans sa série.

Ce marquage a aussi été utilisé dans quelques colonies ou pays sous influence française (Afrique du Nord, Liban, etc.).

### VoituresetfourgonsG.V.
- Les lettres ci-après désignent l'indication de la classe ou le type :

| Lettre | Désignation                                                 | Remarque                                             |
| ------ | ----------------------------------------------------------- | ---------------------------------------------------- |
| A(x)   | Compartiment de 1re classe                                  | Marquage I sur les portes d'accès avant 1938         |
| B(x)   | Compartiment de 2e classe                                   | Marquage II sur les portes d'accès avant 1938        |
| C(x)   | Compartiment de 3e classe                                   | Marquage III sur les portes d'accès avant 1938       |
| IV(x)  | Compartiment de 4e classe                                   | Marquage IV sur les portes d'accès avant 1930        |
| ABs(x) | Compartiment commun de 1re et de 2e classe                  | Trains de banlieue et omnibus Utilisé de 1933 à 1939 |
| D      | Fourgon avec vigie intérieure                               | Toujours avec frein à vis (f)                        |
| E      | Fourgon sans vigie intérieure                               | Le véhicule possède toujours des baies vitrées       |
| L(x)   | Compartiment de luxe à lits rabattants.                     | Supprimé en 1948                                     |
| L(x)   | Voiture funéraire                                           | Période d'utilisation inconnue                       |
| P      | Compartiment postal                                         |                                                      |
| PA     | Bureau Postal Ambulant                                      |                                                      |
| PE     | Allège postale                                              | Poste Entrepôt                                       |
| S(x)   | Compartiment de luxe (salon) avec ou sans lits complets (2) | Supprimé en 1939                                     |

L'exposant (x) indique le nombre de compartiments (2)
Les compartiments de 3e classe ont été supprimés le 3 juin 1956
Les compartiments de 4e classe sont spécifiques au Réseau AL et ont été supprimés vers 1930
- Les lettres ci-après désignent l'indication de la fonction et sont placées avant les lettres ci-dessus :

| Lettre | Désignation                                           | Remarque                                               |
| ------ | ----------------------------------------------------- | ------------------------------------------------------ |
| X      | Voiture pour trains légers ou trains tramways         | Supprimé en 1948                                       |
| X      | Autorail                                              | Créé en 1948                                           |
| XR     | Remorque d'autorail                                   | Créé en 1948                                           |
| Z      | Voiture automotrice électrique                        |                                                        |
| ZZ     | Voiture automotrice à essence ou à combustion interne | Supprimé en 1948                                       |
| ZZZ    | Voiture à vapeur                                      | Supprimé en 1948                                       |
| RZ     | Remorque pour automotrices                            | Supprimé en 1948                                       |
| ZR     | Remorque pour automotrice électrique                  | Créé en 1948                                           |
| [P]    | Véhicule de particulier                               | Toujours encadré et placé à la suite du numéro d'ordre |

- Les lettres ci-après désignent les indices obligatoires apparaissant sur les véhicules :

| Lettre | Désignation                                                                                              | Remarque                                                                                             |
| ------ | --- | --- |
| c      | Compartiment transformable en couchettes                                                                 | |
| d(x)   | Compartiment de fourgon douanable                                                                        | Addition d'un exposant (x) si leur nombre est supérieur à un. Facultatif avant 1939 puis obligatoire |
| f      | Frein à vis                                                                                              | |
| g      | Véhicule à gabarit anglais                                                                               | Créé en 1939                                                                                         |
| i      | Intercommunication par soufflets                                                                         | Implique la présence de WC pour les voitures (dispense de l'indice t)                                |
| m      | Véhicule de construction métallique                                                                      | Créé en 1939                                                                                         |
| p      | Intercirculation par passerelles                                                                         | Facultatif avant 1939 puis obligatoire                                                               |
| q      | Fourgon G.V. à vigie centrale                                                                            | Facultatif avant 1939 puis obligatoire                                                               |
| t      | Cabinet de toilette                                                                                      | Ne s'applique pas aux véhicules pourvus de l'indice i                                                |
| v(3)   | Conduite blanche du frein                                                                                | |
| x(3)   | Voiture à impériale                                                                                      | Se place après la lettre de série caractéristique de la classe de l'impériale : ABx                  |
| y(3)   | Véhicule à bogies                                                                                        | |
| z(3)   | Indique la privation d'un élément constructif essentiel compris dans la définition de la première lettre | |

L'exposant (x) indique le nombre de compartiments (2)
- Les lettres ci-après désignent les indices facultatifs n'apparaissant pas forcément sur les véhicules mais obligatoirement sur les documents administratifs :

| Lettre | Désignation                                                                              | Remarque                                                                               |
| ------ | ---------------------------------------------------------------------------------------- | -------------------------------------------------------------------------------------- |
| g(x)   | Compartiment de lits-salons dont les lits sont garnis de draps                           | Addition d'un exposant (x) pour le nombre de compartiments concernés. Supprimé en 1939 |
| h      | Frein à vide non automatique                                                             |                                                                                        |
| j      | Véhicule ou bogies à plus de deux essieux                                                | Supprimé en 1939                                                                       |
| r      | Appareils de réfrigération                                                               |                                                                                        |
| s      | Véhicule de construction spéciale répondant à des besoins déterminés et limités          |                                                                                        |
| u      | Véhicule G.V. autre que ceux à bogies ayant plus de 3,75 m d'écartement des essieux      |                                                                                        |
| w      | Frein Westinghouse ordinaire                                                             |                                                                                        |
| w2     | Frein Westinghouse à action rapide ou frein Westinghouse à haute pression                |                                                                                        |
| w3     | Frein Westinghouse à triple valve L                                                      |                                                                                        |
| w4     | Frein Westinghouse à triple valve K                                                      |                                                                                        |
| w5     | Frein Knorr à action rapide                                                              |                                                                                        |
| w6     | Frein Kunze-Knorr                                                                        |                                                                                        |
| w7     | Frein Wenger                                                                             |                                                                                        |
| ww     | Frein modérable ou frein double                                                          |                                                                                        |
| xx     | Voiture d'un type spécial affecté au service de banlieue et comportant des places debout |                                                                                        |

L'exposant (x) indique le nombre de compartiments (2)
(1) En particulier en 1939 (création de la SNCF) et 1948 (application d'un nouveau plan de marquage).
(2) Le chiffre 1 n'est pas exprimé et le demi-compartiment ou coupé est indiqué par l'exposant ½. L'exposant n'est obligatoire ni pour les étages des voitures marquées de l'indice x, les voitures de série X et les véhicules de types spéciaux.
(3) Ne s'applique pas aux voitures ne comportant que des compartiments de luxe.

### Wagons
En 1938 lors de la création de la SNCF, le marquage unifié (dit de 1924) des wagons utilisé par les anciennes compagnies privées de chemin de fer a été maintenu. Il distingue les véhicules « grande vitesse » (G.V.) de ceux de « petite vitesse » (P.V.) ainsi que les wagons spéciaux et les wagons du service de la voie. Cette distinction est due à l'utilisation dans des services différents des wagons PV et GV.

#### Période1924-1949

##### Wagons Grande Vitesse (G.V.)
Lettres de série :
| Lettre | Désignation                          | Remarque                                                            |
| ------ | ------------------------------------ | ------------------------------------------------------------------- |
| F      | Wagon couvert à messagerie ordinaire |                                                                     |
| G(x)   | Wagon écurie                         | Addition d'un exposant (x) pour le nombre de stalles                |
| H(x)   | Wagon à lait                         | Addition d'un exposant (x) pour le nombre de d'étages de chargement |
| I      | Wagon truck découvert                |                                                                     |
| J      | Wagon truck couvert pour automobiles |                                                                     |

Indices obligatoires :
Ces indices doivent apparaître obligatoirement sur les véhicules.
| Lettre | Désignation                                                                                    | Remarque |
| ------ | ---------------------------------------------------------------------------------------------- | -------- |
| b      | Tare supérieure à 20 tonnes pour les fourgons P.V.                                             |          |
| f      | Frein à vis sur guérite                                                                        |          |
| f2     | Frein à vis sur plateforme                                                                     |          |
| k      | Barre de faîtage sur tombereau                                                                 |          |
| l      | Lambourdes sur plat (traverses multiples)                                                      |          |
| o      | Tombereau à bouts oscillants ou Plat à bord rabattants sur toute la longueur                   |          |
| u      | Véhicule P.V. sans bogies à empattement supérieur à 3,75 m                                     |          |
| w      | Véhicule P.V. équipé du frein à air comprimé                                                   |          |
| w      | Véhicule dont l'équipement de frein est inopérant ou a été déposé                              |          |
| y      | Véhicule à bogies                                                                              |          |
| z      | Privation d'un élément constitutif essentiel dans la définition de la première lettre de série |          |

Exemple : Kz wagon couvert sans volets.
Indices facultatifs :
La présence de ces indices sur les véhicules n'est pas obligatoire. Elle l'est sur les documents administratifs.
Cette liste n'est pas limitative.
| Lettre | Désignation                                                         | Remarque                                    |
| ------ | ------------------------------------------------------------------- | ------------------------------------------- |
| a      | Aménagement de protection contre les variations de température      | Sans réfrigération ni chauffage (isotherme) |
| e      | Wagon lesté                                                         |                                             |
| h      | Frein à vide non automatique                                        |                                             |
| j      | Bogies à plus de deux essieux                                       |                                             |
| m      | Wagon pour transport de marée                                       | Supprimé en 1939                            |
| p      | Intercirculation à passerelles                                      |                                             |
| r      | Appareils de réfrigération                                          |                                             |
| s      | Wagon de construction spéciale pour des besoins spéciaux et limités |                                             |
| u      | Véhicule P.V. sans bogies à empattement supérieur à 3,75 m          |                                             |
| ww     | Conduite de frein automatique et modérable                          |                                             |

##### Wagons Petite Vitesse (P.V.)
Lettres de série :
| Lettre | Désignation                                                    | Remarque |
| ------ | -------------------------------------------------------------- | -------- |
| M      | Fourgon P.V. de tare inférieure à 20 t                         |          |
| Mb     | Fourgon P.V. de tare supérieure à 20 t                         |          |
| K      | Couvert avec volets ou rideaux                                 |          |
| Kz     | Couvert sans volets ou rideaux                                 |          |
| T      | Tombereau                                                      |          |
| U      | Tombereau à coke                                               |          |
| N      | Plat à bouts tombants à bords bas                              |          |
| Nz     | Plat à bouts tombants à bords hauts                            |          |
| NT     | Plat à bouts non tombants à bords bas                          |          |
| NTz    | Plat à bouts non tombants à bords hauts                        |          |
| L      | Plat à traverse pivotante                                      |          |
| Q      | Wagon de raccord                                               |          |
| R      | Plat sans bords ou à rebords muni de ranchers                  |          |
| Rz     | Plat sans bords ou à rebords non muni de ranchers              |          |
| S      | Wagon spécial, wagon plat pour charges lourdes                 |          |
| SB     | Wagon à déchargement automatique pour transport de blé en vrac |          |
| SP     | Wagon plat à pupitre                                           |          |
| SC     | Wagon plat à charpente                                         |          |
| SR     | Wagon réservoir                                                |          |
| SG     | Wagon à gaz                                                    |          |
| SK     | Wagon grue                                                     |          |
| SL     | Wagon à bascules                                               |          |
| V      | Wagon du service de la voie                                    |          |
| VS     | Wagon à trémies                                                |          |
| VR     | Wagon du service de la voie à rails                            |          |
| VO     | Wagon du service de la voie pour ouvriers                      |          |
| X      | Wagon de secours                                               |          |
| XC     | Wagon dortoir et réfectoire, annexe de wagon de secours        |          |
| XE     | Wagon allège de wagon de secours                               |          |

Note:
- Wagons plats :
  - les bords hauts sont de hauteur supérieure à 0,45 m,
  - les bords bas sont de hauteur inférieure à 0,45 m.

- Wagons tombereaux : la hauteur de la caisse est supérieure à 0,60 m.

Dispositions appliquées jusqu'à la renumérotation de 1948 :
Doublement de la première lettre de série (sauf wagons spéciaux S) :
- Capacité de chargement supérieure ou égale à 20 tonnes pour les wagons à 2 essieux,
- Capacité de chargement supérieure à 40 tonnes pour les wagons à bogies.

Indices obligatoires :
Voir wagons G.V.
Indices facultatifs :
Voir wagons G.V.

#### Période1950-1966

##### Wagons Grande Vitesse (G.V.)
Lettres de série :
| Lettre | Désignation                                                | Remarque |
| ------ | ---------------------------------------------------------- | -------- |
| E      | Wagons couverts à messageries équipés de volets d'aération |          |
| F      | Wagons couverts à primeurs                                 |          |
| G      | Fourgons GV pour trains de marchandises                    |          |

##### Wagons Petite Vitesse (P.V.) étoilés
Ce sont des wagons PV pouvant être utilisés en régime GV sous certaines conditions (la limite de charge notamment). Ils doivent être équipés du frein continu marchandises et voyageurs.
Lettres de série :
| Lettre | Désignation                                                          | Remarque |
| ------ | -------------------------------------------------------------------- | -------- |
| J      | Wagons plats à bords latéraux rabattants de moins de 9 m de longueur |          |
| JQ     | Wagons plats à bords latéraux rabattants de 9 à 15 m de longueur     |          |
| K      | Wagons couverts équipés de volets d'aération                         |          |

##### Wagons Petite Vitesse
Ces wagons sont équipés de la conduite blanche ou uniquement du frein marchandises.
Lettres de série :
| Lettre | Désignation                                                          | Remarque              |
| ------ | -------------------------------------------------------------------- | --------------------- |
| L      | Wagons couverts avec ouvertures d'aération                           | En général des volets |
| M      | Fourgons PV pour trains de marchandises                              |                       |
| N      | Wagons plats à bords latéraux rabattants de moins de 9 m de longueur |                       |
| Q      | Wagons plats à bords latéraux rabattants de 9 à 15 m de longueur     |                       |
| R      | Wagons plats de plus de 15 m de longueur                             |                       |
| T      | Wagons tombereaux équipés de parois de plus de 60 cm de haut         |                       |

##### Wagons Spéciaux
| GV  | PV étoilés | PV | Libellé                                                                           |
| --- | ---------- | -- | --------------------------------------------------------------------------------- |
| HA  | IA         | SA | Wagons plats pour conteneurs citerne                                              |
|     |            | SB | Wagons citernes à céréales                                                        |
| HC  | IC         | SC | Wagons citerne métalliques (pour liquides ou gaz liquéfiés)                       |
|     |            | SD | Wagons pour transport de vin (Wagons foudres)                                     |
| HE  |            |    | Wagons écurie                                                                     |
| HEA |            |    | Wagons écurie, au gabarit britannique                                             |
| HFA |            |    | Wagons couverts à primeurs, au gabarit britannique                                |
| HG  |            |    | Wagons couverts à primeurs équipés de deux planchers                              |
| HH  | IH         |    | Wagons pour transport de lait en pots équipés de deux planchers                   |
| HI  |            |    | Wagons isothermes, réfrigérants ou frigorifiques                                  |
| HIA |            |    | Wagons isothermes, réfrigérants ou frigorifiques, au gabarit britannique          |
| HJ  | IJ         |    | Wagons couverts pour transport d'automobiles                                      |
| HJA |            |    | Wagons couverts pour transport d'automobiles, au gabarit britannique              |
| HK  | IK         |    | Wagons couverts spéciaux divers                                                   |
| HKA | IKA        | SK | Wagons couverts spéciaux divers, au gabarit britannique                           |
| HL  |            |    | Wagons couverts à double plancher pour petits animaux                             |
| HM  | IM         |    | Wagons plats pour véhicules routiers                                              |
|     |            | SO | Wagons plats à traverse pivotante (pour couplages)                                |
| HP  | IP         | SP | Wagons plats spéciaux divers                                                      |
|     | IPA        |    | Wagons plats spéciaux divers, au gabarit britannique                              |
|     |            | SQ | Wagons raccord                                                                    |
| HR  |            |    | Wagons pour transport de remorques routières                                      |
|     |            | SS | Wagons plats superspéciaux                                                        |
|     | IT         | ST | Wagons tombereaux spéciaux divers                                                 |
|     | ITA        |    | Wagons tombereaux, au gabarit britannique                                         |
|     |            | SU | Wagons tombereaux spéciaux à coke                                                 |
|     | IV         |    | Wagons pour transport de pulvérulents équipés d'un système de vidange à air pulsé |
|     |            | SV | Wagons autodéchargeurs                                                            |
|     |            | SW | Wagons tombereaux de grande capacité                                              |
| HZ  | IZ         | SZ | Wagons plats spéciaux divers                                                      |

Indices
Valables pour tous les wagons.
| Lettre | Désignation                                                                                          | Remarque |
| ------ | --- | -------- |
| b      | Wagons plats à bord bas (moins de 45 cm)                                                             |          |
| f      | Frein à vis (plateforme ou guérite)                                                                  |          |
| h      | Wagons plats à bords hauts (45 à 60 cm)                                                              |          |
| l      | Avec des étais                                                                                       |          |
| o      | Wagons plats à bords rabattants sur la longueur totale du wagon                                      |          |
| o      | Wagons tombereaux à bouts oscillants                                                                 |          |
| r      | ...                                                                                                  |          |
| s      | Portes en bout                                                                                       |          |
| t      | Wagons tombereaux à toit ouvrant                                                                     |          |
| v      | Frein à main manœuvrable du sol                                                                      | volant   |
| w      | Équipé du frein à air continu. Implicite pour les wagons G.V. et PV étoilés normalement tous freinés |          |
| w      | Équipement de frein continu hors fonction ou absent                                                  |          |
| y      | Wagon à bogies                                                                                       |          |
| z      | Wagons couverts sans volets d'aération                                                               |          |
| z      | Wagons tombereaux sans portes de côté                                                                |          |
| z      | Wagons plats à bords latéraux fixes                                                                  |          |

Numéros de série (plan de marquage définitif de 1950) :
Avant cette date ont généralement été conservés les numéros de série attribués par les réseaux existant avant la création de la SNCF. Ils étaient précédés du numéro de région SNCF encadré, le même numéro de série ayant pu être attribué par plusieurs réseaux.
Les wagons construits après 1938 ont pu être numérotés directement dans les séries appliquées en 1950. Leur numéro de série a été provisoirement précédé du chiffre 7 (suivi du nombre de zéros nécessaires pour obtenir un nombre à 7 chiffres).
série 100000 : wagons plats

série 200000 : wagons couverts

série 300000 : wagons couverts

série 400000 : wagons couverts

série 500000 : wagons loués ou appartenant à des tiers

série 600000 : wagons tombereaux

série 700000 : wagons tombereaux

série 900000 : fourgons P.V.

[P] (encadré) Véhicule appartenant à un particulier. Placé à la suite du numéro d'ordre.

### Disposition des inscriptions
Pour le matériel à voyageurs :
Les lettres sont inscrites dans l'ordre de succession suivant (l'exposant 0 indiquant la place du chiffre correspondant au nombre de compartiments) : XZA0L0S0B0C0PDE.
Les indices viennent à la suite de la lettre ou du groupe de lettres auxquels ils correspondent ; quand ils sont groupés, ils sont inscrits dans l'ordre de succession suivant : zxc0gtqdyvfpi.
Exemples :
- A3½B5myfi : voiture à bogies de construction métallique à inter-circulation par soufflets et frein à vis, comprenant trois compartiments complets plus un demi compartiment de 1re classe et cinq compartiments complets de 2e classe.
- A4B5x : voiture à impériale comprenant quatre compartiments de 1re classe à l'étage inférieur et cinq compartiments de 2e classe à l'étage supérieur.
- Dqd2myi : fourgon à bogies de construction métallique à inter-circulation par soufflets et vigie centrale, comprenant deux compartiments à bagages douanables.

Pour le matériel à marchandises :
Exemples :

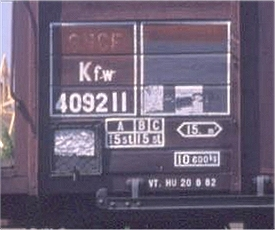

- RRzy : Wagon plat sans ranchers à bogies chargeant 40 tonnes ou plus (avant 1950).
- Mbuwf : Fourgon P.V. de tare supérieure à 20 tonnes, d'empattement supérieur à 3,75 m. muni du frein à air et d'un frein à vis à guérite (avant 1950).
- Tow : Wagon tombereau à bouts oscillants équipé du frein continu à air comprimé (après 1950).
- Tf : Wagon tombereau équipé d'un frein à main sur plateforme ou guérite (après 1950).

## En 1964: numérotation UIC
À partir de 1964 la classification UIC des wagons de chemin de fer et la classification UIC des voitures de chemin de fer sont mises en place afin d'harmoniser l'immatriculation du matériel, dont les échanges internationaux sont nombreux.
Les lettres symbole des wagons ont été modifiées comme suit :
| Lettre | Désignation                               | Remarque                     |
| ------ | ----------------------------------------- | ---------------------------- |
| E      | tombereaux                                |                              |
| F      | couverts à gabarit britannique            |                              |
| G      | couverts                                  |                              |
| H      | couverts spéciaux                         |                              |
| I      | isothermes, réfrigérants et frigorifiques |                              |
| K      | plats à essieux indépendants              |                              |
| L      | plats spéciaux à essieux indépendants     |                              |
| R      | plats à bogies                            |                              |
| S      | plats spéciaux                            |                              |
| T      | tombereaux spéciaux, trémies              |                              |
| U      | spéciaux                                  | citernes, fourgons P.V., etc |

La marque [P] (encadré) des véhicules appartenant à des particuliers continue d'être utilisée.
Le marquage UIC a été appliqué à partir de 1964 pour les wagons et de 1966 pour les voitures. Le changement a été terminé en 1968 pour les wagons et 1972 pour les voitures.